# Мустафа Хасанагић
Мустафа Муја Хасанагић (Прибој, 20. април 1941 — Београд, 12. новембар 2023) био је југословенски и српски фудбалер, играч Партизана, швајцарског Серветеа из Женеве, и југословенски фудбалски репрезентативац.
Био је асистент Велибору Васовићу код гола Партизана у финалу Купа европских шампиона 1966. против Реала.

## Спортска каријера

### Партизан
Хасанагић је у Партизан дошао 1961. године из ФК ФАП из Прибоја на Лиму и у Партизану је провео наредних девет година своје професионалне фудбалске каријере. За Партизан је одиграо 337 утакмица од којих 148 првенствених и постигао је 355 голова од којих 112 првенствених.
Са Партизаном Хасанагић је освојио две титуле шампиона Југославије и то у сезонама 1962/63 и 1964/65.
Са екипом Партизана је остварио и свој највећи успех, играо је у финалу Купу шампиона 1966. године у Бриселу против Реал Мадрида из Мадрида.

### Куп шампиона са Партизаном
Освајањем титуле шампиона Југославије у сезони 1964/65, Партизан је стекао право да игра у Купу шампиона Европе. Тадашње Партизанове бебе, предвођене тренером Матекалом представљале су озбиљног ривала било ком тадашњем Европском клубу.
Партизан је на већини утакмица Купа шампиона играо у следећем саставу:
- (1) Шошкић (голман), (2) Јусуфи, (3) Васовић (капитен), (4) Рашовић, (5) Михајловић, (6) Ковачевић, (7) Бечејац, (8) Бајић, (9) Мустафа Хасанагић, (10) Галић, (19) Пирмајер. Тренер је био Абдулах Гегић.

Партизан је у предтакмичењу за противника добио Француског првака Нанта. Победом у Београду са 2:0 и нерешеним резултатом у гостима 2:2, прва препрека је била прескочена са укупим скором од 4:2. Хасанагић је постигао гол на првој утакмици у Београду.
Следећи противник је био првак Немачке Вердер из Бремена. Вердер је елиминисан укупним резултатом 3:1. У Београду 3:0 и у Бремену 0:1. Хасанагић је постигао гол на првој утакмици у Београду.
У четвртфиналу Партизан је за противника добио првака Чехословачке, Спарту из Прага. Прву утакмицу у Прагу Партизан је изгубио са 4:1, док је другу утакмицу у Београду победио са резултатом 5:0 и тиме са укупним скором од 6:4 се квалификовао у полуфинале. Хасанагић је у првој утакмици у Прагу постигао једини гол за Партизан а на другој утакмици у Београду је дао два гола.
У полуфиналу је Партизана чекао шампион Енглеске, Манчестер јунајтед. Међутим Партизанове бебе су и овај пут успешно одрадиле задатак укупним скором, головима Хасанагића и Бечејца, од 2:1 (2:0 у Београду и 0:1 у Лондону) пребродиле су и ову препреку и пласирале се у финале.
Финале Купа европских шампиона се играло у Бриселу 11. маја 1966. године и противник Партизана је био првак Шпаније Реал Мадрид из Мадрида. Играло се на чувеном стадиону Хејсел пред 55.000 гледалаца. Партизан је у свему био равноправан противник Реалу и у 55 минуту је повео поготком Велибора Васовића. На жалост играча Партизана то је било све што су могли да учине. Погоцима Амансија и Серене, Реал је успео да порази Партизан и освоји титулу шампиона континента.
Хасанагић је у сваком колу постигао бар један гол, осим на финалној утакмици против Реала. Укупно је постигао шест голова и делио је друго место на листи стрелаца купа шампиона са Џоном Конелијем из Манчестер јунајтеда. Прво место са седам погодака су делили Флоријан Алберт из Ференцвароша, Мађарска и Еузебио из Бенфике, Португал. Те године су иза Хасанагића била таква имена као што су Ференц Пушкаш и Амансио Амаро из Реал Мадрида са по пет голова, Џорџ Бест из Манчестер јунајтеда са четири гола и још мнги други познати европски голгетери.

### Швајцарска
После Партизана, 1969. године Хасанагић налази ангажман у Швајцарској у Женеви где се на годину дана придружује Сервету, а већ следеће сезоне одлази у Шо де Фон  из истоименог града у Швајцарској. Ту и завршава своју активну играчку каријеру, мада је још играо и у Сирији где је био играч-тренер.

## Репрезентација Југославије
За најбољу селекцију Југославије, Хасанагић је одиграо пет утакмица. Деби је имао 7. новембра 1965. године на квалификационој утакмици за светско првенство против Норвешке у Београду. Југославија је одиграла нерешено 1:1.
Опроштај од репрезентације, Хасанагић је имао 3. маја 1967. године на утакмици, у квалификацијама за европско првенство 1968. у Италији, против Немачке у Београду. Југославија је ову утакмицу победила са 1:0.

## Играчка статистика у ФК Партизан
Статистика са Партизановог сајта
| Такмичење                  | Број утакмица | Број голова |
| -------------------------- | ------------- | ----------- |
| Првенствене                | 148           | 112         |
| Интернационалне            | 35            | 21          |
| Пријатељске                | 105           | 190         |
| Куп Југославије            | 13            | 8           |
| Куп европских шампиона     | 15            | 6           |
| Куп сајамских градова      | 2             | 3           |
| Средњоевропски куп         | 4             | 0           |
| Турнир у Вијаређу, Италија | 8             | 10          |
| Турнир Кварнерска ривијера | 2             | 3           |
| Куп Мехмед пети            | 2             | 0           |
| Куп ослобођења Београда    | 2             | 1           |
| Турнир у Мостару           | 1             | 1           |
| Укупно                     | 337           | 355         |

По овој клупској статистици један је од ретких фудбалера који је дао више голова него што је одиграо утакмица.